# Igreja Católica na Colômbia
A Igreja Católica na Colômbia é parte da Igreja Católica universal, em comunhão com a liderança espiritual do Papa, em Roma, e da Santa Sé. Ainda que os católicos sejam a imensa maioria da população, a Igreja enfrenta desafios, como a ação do crime organizado, da secularização da sociedade, de ataques do ativismo e do crescimento de outros grupos religiosos. Ainda que haja liberdade religiosa, o país tem registrado aumento da violência, levando-o a subir oito posições na lista de perseguição religiosa da Fundação Portas Abertas de 2023 em relação à de 2021, ocupando a 71ª posição de perseguição no relatório da instituição.

## História

### Colonização
Originalmente habitado pelas tribos chibchas, o atual território colombiano viu a chegada dos espanhóis, que nomearam o país Novo Reino de Granada. Os primeiros missionários a chegar foram os franciscanos, em 1508, levando a fé católica às partes mais remotas da Colômbia. Esses religiosos ensinavam o sistema de redução aos índios para instruí-los na criação de animais, agricultura e artesanato. Esse sistema estimulou a criação de novas indústrias, aperfeiçoou as existentes, abriu estradas para o comércio, importou ferramentas e trouxe artesãos treinados para ensinar novos ofícios. Os missionários construíram a igreja na qual os convertidos se reuniam, construíram hospitais e administraram escolas nas quais se ensinavam leitura, escrita, aritmética, canto e a catequese. Em conjunto a esse trabalho, os missionários tornaram-se os defensores dos chibchas, que eram maltratados e explorados sem piedade pelos encomenderos, que estavam constantemente em busca de trabalho escravo para a atividade agrícola. A primeira missão franciscana foi formalmente estabelecida em 1550 com a ereção da Custódia de São João Batista.

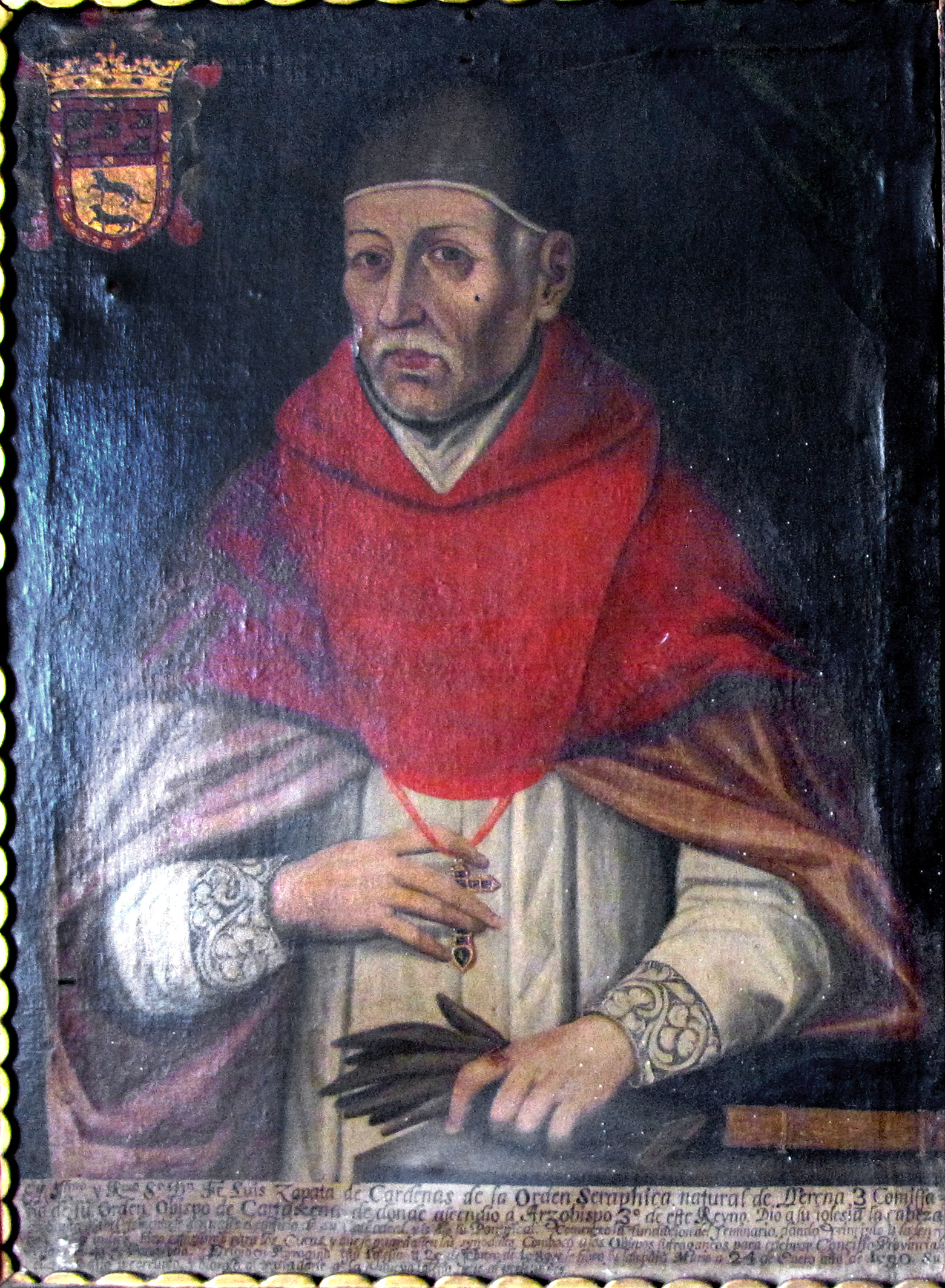
Dom Luis Zapata de Cárdenas

Os missionários dominicanos chegaram em 1529, fundando um convento em Cartagena em 1549 e outro no ano seguinte em Santa Fé. Já os mercedários ergueram um convento em Cáli em 1537, os agostinianos criaram um convento em Santafé em 1575. O arcebispo Luis Zapata de Cárdenas estabeleceu em 1576 que os indígenas recebessem atendimento médico quando necessário, e que, para a manutenção dos hospitais, seriam usados os lucros das fazendas. Os chibchas deveriam contribuir com galinhas ou outras aves. Duas enfermeiras nativas teriam de ser fornecidas para preparar a comida e cuidar dos pacientes. Também foram fundados muitos abrigos para idosos, viúvas e órfãos. Em simultâneo ao desenvolvimento das missões ocorreu o desenvolvimento da hierarquia, com a criação das dioceses Santa Marta e Cartagena foram erigidas em 1534, Popayán em 1546 e Santafé de Bogotá em 1564. O primeiro bispo de Santa Marta foi apontado pelo rei espanhol — Alfonso de Tobes, de Salamanca. Ele, porém, faleceu antes de sua nomeação ser apontada por Roma. Dionisio de Santos, foi o tradutor do primeiro catecismo ameríndio. Juan del Valle, grande defensor dos povos indígenas, foi o primeiro bispo de Popayán. O franciscano Juan de los Barrios foi primeiro arcebispo de Bogotá, e o criador do primeiro hospital da cidade.
A evangelização também enfrentou diversas barreiras, pois a doutrina e moral cristãs entravam em conflito com as tradições chibchas, como a poligamia e a idolatria. Caciques e xamãs ofereceram enorme resistência à pregação cristã. Outra dificuldade era a diversidade linguística entre as tribos. Rivalidades entre as ordens religiosas também criaram empecilhos à pregação do evangelho. Por fim, a interferência de autoridades civis em assuntos puramente eclesiásticos atrapalharam a difusão da fé cristã. Em 1563, padres dominicanos trouxeram aulas de latim ao convento de Santafé, onde alguns crioulos se preparavam para o sacerdócio. O Arcebispo Barrios ordenou o primeiro crioulo e o primeiro mestiço. Na época, os bispos que ordenavam negros, índios ou mestiços enfrentavam resistência de autoridades locais, padres e do clero regular.

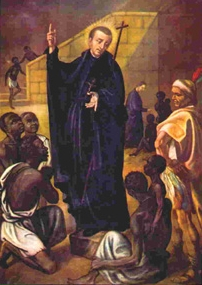
São Pedro Claver, conhecido como "apóstolo dos africanos".

Os Hospitalários passaram a trabalhar com os índios doentes sob o título de protomédicos. Agostinianos e jesuítas abriram escolas em Cartagena em 1603 e em Santafé no ano seguinte. Em 1605, os jesuítas assumiram o comando do seminário e fundaram a primeira farmácia de Bogotá. As ordens femininas também já estavam presentes em território colombiano em 1600, como os conventos de Santa Clara, concepcionistas, carmelitas descalças, dentre outras. Os religiosos de La Enseñanza fundaram a primeira escola para mulheres, enquanto outros se dedicaram à vida contemplativa, que atraíam espanholas, crioulas e chibchas.
Durante o século XVII, a Colômbia tinha uma vida religiosa exuberante, que incluía uma sé metropolitana com três dioceses sufragâneas, numerosas paróquias, sínodos e conselhos provinciais, e grande quantidade de clero em conventos e seminários. A idolatria foi quase completamente extirpada e milhares de chibchas se converteram ao catolicismo. Entre as figuras missionárias mais importantes da época colonial estavam São Luís Beltrán e São Pedro Claver, "o apóstolo dos africanos"; Francisco Romero, autor de Llanto Sagrado; Alonso de Sandoval, Joseph Gumilla e Juan Ribero. A Igreja também influenciou a vida intelectual da era colonial, à medida que a cultura intelectual se desenvolveu em torno das escolas, seminários e universidades. A primeira impressora da Colômbia foi trazida pelos jesuítas, entrando em funcionamento em 1738, e imprimiu principalmente catecismos e pequenos livros de devoção. Com isso, formaram-se grupos de escritores que deram glória à Igreja através de suas obras escritas: padres e religiosos escreveram as primeiras crônicas de conquista e colonização, cultivaram a ciência sagrada, destacaram-se nas ciências humanas e foram poetas, dramaturgos e oradores notáveis.

### Independência

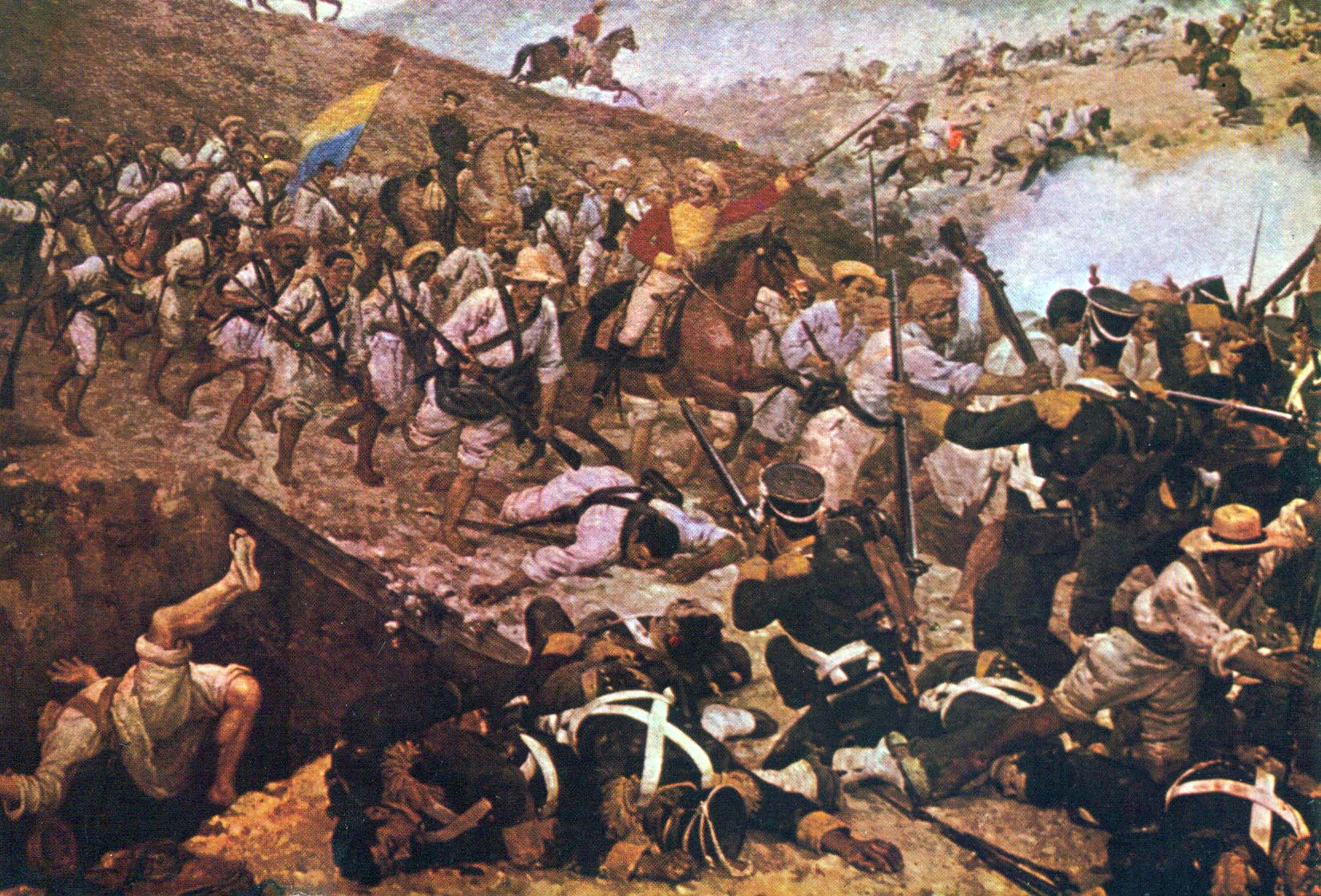
Batalha de Boyacá

Com a Batalha de Boyacá, a Colômbia se torna um Estado independente em 1819. A libertação do domínio espanhol acaba com o padroado, e passando a valer a Lei de 1824, que passava ao Estado colombiano o poder de apontar lideranças católicas para as dioceses, embora isso nunca tenha sido reconhecido pela Santa Sé. Isso durou até 1853, após tentativas frustradas do governo colombiano tentar estabelecer relações diplomáticas com a Santa Sé, e, nesse ano, o governo promove a separação constitucional entre Igreja e Estado, porém com o catolicismo permanecendo a religião oficial. Aí foi quando se iniciou a perseguição mais severa à Igreja até então, com o confisco de propriedades pelo Estado Em 1887 e 1892 foram negociadas concordatas restringindo o padroado. O presidente só poderia intervir recomendando candidatos à Santa Sé ou vetando por razões civis ou políticas os escolhidos para as nomeações. Em compensação pelas propriedades confiscadas durante o século XIX, o governo passou a atribuir uma verba anual como remuneração da Igreja.

### Conflito armado
Em 1953, um governo militar assumiu o poder e estabilizou o país até que o regime democrático pudesse ser restaurado. A partir da década de 1960, ocorre uma proliferação de pequenos grupos guerrilheiros que espalhavam o terror e visavam derrubar o governo, para que pudessem instituir suas políticas de direita ou de esquerda, como a redistribuição de terras. Seguindo a tendência de outros países latino-americanos, alguns líderes da Igreja passaram a se envolver nas causas sociais, nos programas que beneficiavam as classes mais pobres e na busca por uma sociedade mais justa e igualitária, através da teologia da libertação, ao mesmo tempo que desaprovavam os meios violentos utilizados pelas guerrilhas. Líderes da Igreja frequentemente tentavam mediar a situação entre rebeldes e funcionários do governo a fim de que se terminasse o derramamento de sangue, mesmo que várias vezes o clero se tornasse o alvo de ataques dos militares colombianos. Houve algum sucesso na mediação em 1990, com a guerrilha ultrarradical M-19 e, em 1998, com o Exército de Libertação Nacional (ELN), embora a violência por parte de outros grupos continuasse; em 30 de maio de 1999 o ELN voltou à ofensiva sequestrando cerca de 150 fiéis em uma paróquia de Cáli. A libertação desses reféns foi lenta: levou meses para que todos fossem libertados. Em 1999, um esquadrão da morte patrocinado pelo grupo Autodefesas Unidas da Colômbia assassinou 27 católicos que participavam de um batizado no norte da Colômbia, como parte de uma nova tendência de terrorismo que deixou centenas de mortos no final do ano.
Em 1991, uma nova constituição entra em vigor, tornando o estado secular. No entanto, a Igreja Católica continuou a ocupar uma posição privilegiada como a fé da maioria dos colombianos e foi autorizada a fornecer as necessidades educativas em comunidades rurais onde não havia escolas públicas. Além disso, apenas padres católicos podiam servir como capelães. Todas as igrejas permanecem isentas de impostos na Colômbia, e as escolas privadas geridas por católicos também receberam este privilégio. No seu papel de igreja maioritária, os líderes católicos continuaram a ter uma presença ativa como defensores da sociedade colombiana, pronunciando-se em 1996 sobre uma proposta de legislação para legalizar o aborto. Na sequência desta proposta e da legalização da eutanásia no início da década, o então Papa João Paulo II aconselhou os bispos colombianos a trabalharem contra o que ele chamou de "o doloroso problema da acelerada desintegração familiar".

## Atualmente

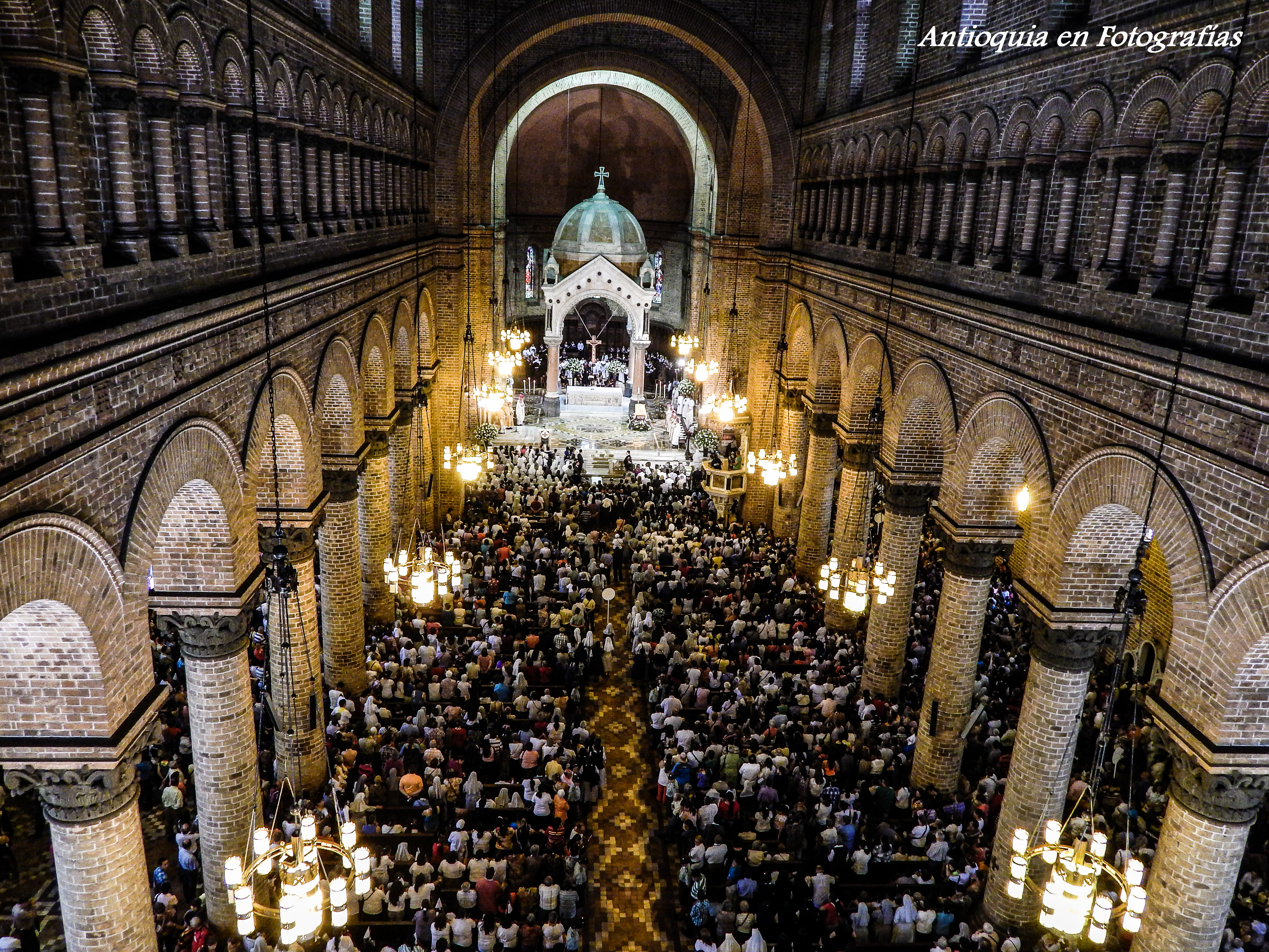
Missa de ação de graças e honras pelas autoridades eclesiásticas, civis, militares, fiéis e uma delegação representativa dos grupos indígenas, bem como da sua comunidade religiosa.

Em 2000, havia 3.295 paróquias atendidas por 5.050 padres diocesanos e 2.265 padres religiosos. Outros religiosos incluíam aproximadamente 790 irmãos e 17.990 irmãs, muitos dos quais ajudavam no ensino e na operação de 1.660 escolas católicas primárias e 1.230 secundárias. Além disso, a primeira estação de televisão católica do país foi lançada em 1999, a Teleamiga. Um emblema católico histórico, a famosa Basílica de Nossa Senhora do Rosário, em Chiquinquirá, continuou a ser um destino popular de peregrinação, atraindo fiéis de todas as classes sociais, e também de fiéis de países vizinhos.
A Colômbia tem crescido no turismo, se tornando uma das principais atividades econômicas do país. As igrejas são importantes atrativos, pois revelam a história do povo colombiano, a arquitetura colonial espanhola, especialmente a Catedral Metropolitana de Bogotá.
Durante mais de quatro décadas, continuou sendo praticado o sequestro de fiéis católicos pelas guerrilhas. Trata-se de uma fonte de renda, em relação ao dinheiro recebido dos resgates dos reféns. Em decorrência disso, tanto a União Europeia quanto os Estados Unidos passaram a considerar a guerrilha como organização terrorista. Há indícios também de que o ELN tenha auxílio médico e político do governo de Cuba. Em 2004, o bispo de Yopal, Dom Misael Vaca Ramirez, foi sequestrado por guerrilheiros do ELN.
Principalmente a partir de 2021, a Colômbia tem registrado aumento no número de ataques a igrejas, especialmente pelo ativismo secular e anticristão. Nesse mesmo ano, uma imagem de Nossa Senhora do Rosário em Chiquinquirá foi profanada, gerando reações de repúdio da conferência episcopal do país; as portas da Paróquia Santo Inácio de Loyola, em Medellín foram incendiadas por ativistas pró-aborto, colocando em risco as vidas dos fiéis que estavam no interior da igreja durante a celebração da Missa; em Montelíbano, duas imagens de Nossa Senhora foram profanadas e destruídas.
No dia 13 de agosto de 2021, o governo realiza uma mesa-redonda com a Igreja Católica sobre políticas públicas. Três meses antes, a vice-presidente colombiana, Martha Lucía Ramírez, virou alvo de debate no Tribunal Constitucional da Colômbia por uma postagem nas redes sociais, consagrando o país a Nossa Senhora de Fátima em meio à emergência de saúde da pandemia de COVID-19. O presidente colombiano já havia sido vítima de uma polêmica similar por uma postagem em que celebrava o aniversário de 101 anos do reconhecimento de Nossa Senhora do Rosário de Chiquinquirá como padroeira do país. Em uma troca de farpas, no mês de setembro, a Igreja volta a criticar a indiferença do governo nos conflitos do departamento de Chocó, após traficantes e guerrilheiros voltarem a controlar o território e ameaçar as comunidades locais.

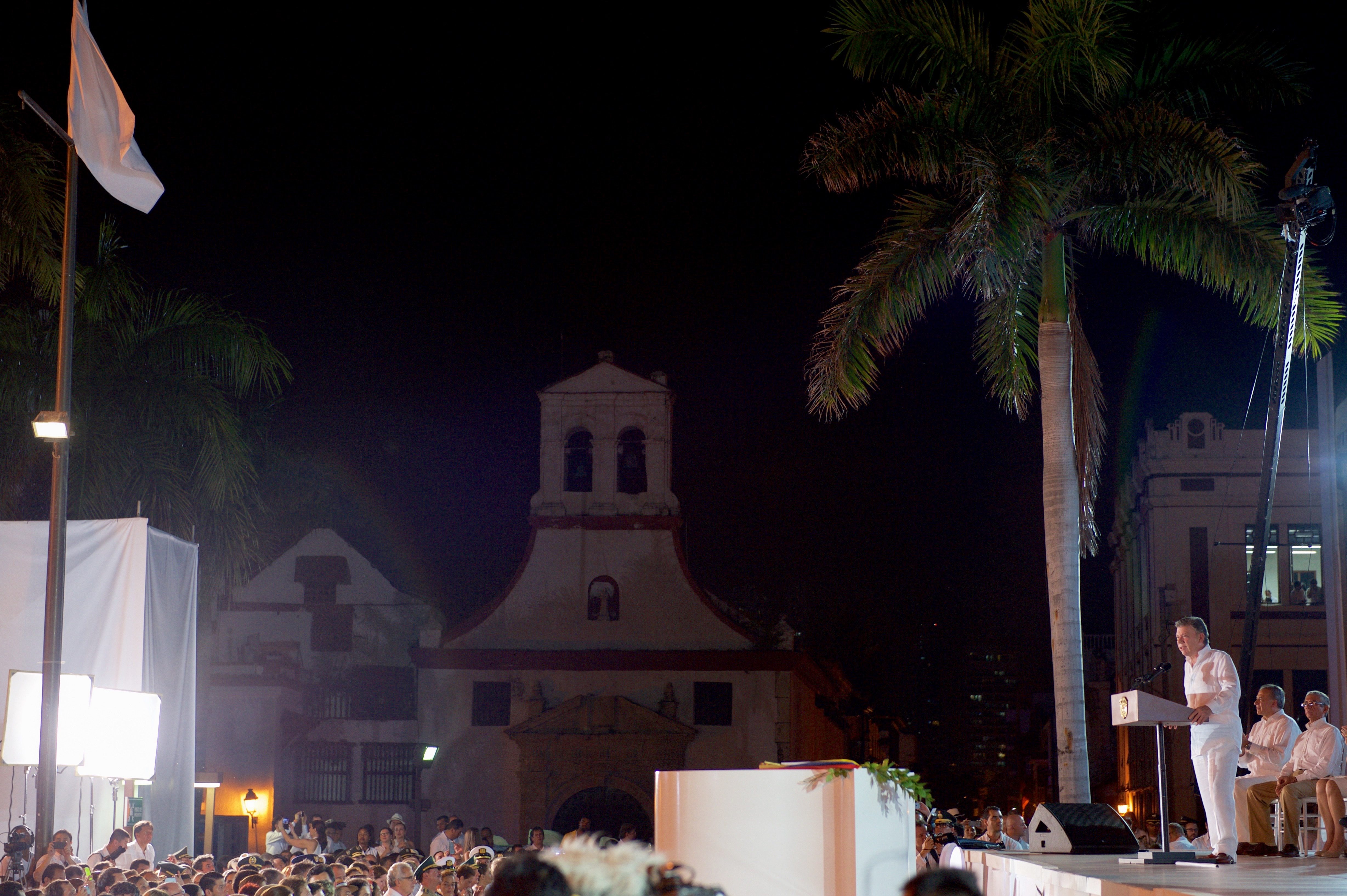
O então presidente colombiano, Juan Manuel Santos, dirige-se à multidão depois que ele e o líder das FARC, Timoleón Jiménez, assinaram um acordo de paz enquanto o secretário de Estado dos Estados Unidos, John Kerry, estava sentado em uma praça em frente ao Centro de Convenções Cartagena Índias, em Cartagena, Colômbia, no dia 26 de setembro de 2016, enquanto participava de uma cerimônia de paz entre o governo e o grupo armado, que pôs fim a um conflito de cinco décadas.

Grande parte do território colombiano atualmente é controlado ou disputado pelos grupos guerrilheiros armados e gangues. Ao longo de 2022, no cenário político agitado em meio às eleições presidenciais, os ataques à igreja aumentaram. Os agentes do tráfico veem a Igreja como uma ameaça a seu poder, especialmente após discursos de líderes religiosos contra seus negócios. Líderes da igreja acabam por ser ameaçados, perseguidos e até assassinados, enquanto que crianças e jovens cristãos são sequestrados pelos guerrilheiros e forçados a participar do trabalho, como vigilância, extorsão, tráfico, abuso sexual, cometer assassinatos, ou enfrentam ameaças de morte; essas atitudes visam diminuir a influência da Igreja na região em questão. Além da questão do tráfico, há perseguição também nas comunidades indígenas, por oposição à evangelização. Índios que se convertem ao cristianismo e abandonam as crenças tradicionais podem enfrentar violência, prisão ou expulsão da tribo. Grande parte do território colombiano atualmente é controlado ou disputado pelos grupos guerrilheiros armados e gangues. Ao longo de 2022, no cenário político agitado em meio às eleições presidenciais, os ataques à igreja aumentaram. Os agentes do tráfico veem a Igreja como uma ameaça a seu poder, especialmente após discursos de líderes religiosos contra seus negócios. Líderes da igreja acabam por ser ameaçados, perseguidos e até assassinados, enquanto que crianças e jovens cristãos são sequestrados pelos guerrilheiros e forçados a participar do trabalho, como vigilância, extorsão, tráfico, abuso sexual, cometer assassinatos, ou enfrentam ameaças de morte; essas atitudes visam diminuir a influência da Igreja na região em questão. Os guerrilheiros também obrigam moradores de áreas rurais a financiar seus grupos. Por fim, há perseguição também nas comunidades indígenas. Índios que se convertem ao cristianismo e abandonam as crenças tradicionais podem enfrentar violência, prisão ou expulsão da tribo. As índias cristãs são prometidas em casamento a homens não cristãos em uma tentativa de colocar sua fé em jogo. As que se tornam cristãs podem ser abandonadas pelo marido, separadas dos filhos, ameaçadas ou expulsas da tribo..
Em 8 de março de 2021, feministas pró-aborto invadiram e picharam a Catedral de Ibagué. Enquanto isso, em dezembro, duas imagens da Virgem Maria foram completamente destruídas em Montelíbano. Ambas foram derrubadas de seus pedestais.
Em 2022, Dom Rubén Darío Jaramillo Montoya, bispo de Buenaventura, vinha recebendo ameaças de morte por suas denúncias ao crime organizado da região. Em março, ativistas entraram na Catedral de Bogotá e subiram nos bancos xingando os fiéis que lá se encontravam. Nesse mesmo mês, quatro igrejas foram pichadas, e um grupo pró-vida que estava reunido em oração foi interrompido. Ainda em março, uma tentativa judicial de retirar um crucifixo da Corte Constitucional falhou, e a corte manteve a presença do ícone religioso em suas dependências. Em 27 de abril a Paróquia Santana, em Tunja foi atacada: o sacrário foi profanado e hóstias consagradas e outros objetos litúrgicos foram furtados. A Igreja também vem expressando sua preocupação com as crises migratórias na Colômbia nas fronteiras com a Venezuela e com o Panamá, já que os refugiados ficam muitas vezes à mercê de guerrilheiros e do tráfico humano. No dia 27 de julho, a Conferência Episcopal da Colômbia realizou uma reunião a convite do presidente Gustavo Petro, para procurar formas de aprofundar o diálogo com a guerrilha Exército de Libertação Nacional e outros grupos armados. Nesse mesmo mês, uma imagem de Nossa Senhora do Carmo foi destruída em Socorro y Sangil, na Paróquia Santa Bárbara, no dia seguinte ao dia da santa. Em poucas horas, com a colaboração dos fiéis, a imagem foi restaurada e recolocada em seu lugar. Em agosto foi a vez da Paróquia São Roque, de Cartagena, ser roubada; teriam sido dois moradores de rua que profanaram o sacrário e levaram hóstias consagradas, além de um cálice de 150 anos e um crucifixo de bronze. Em 20 de março, a Catedral de Bogotá foi atacada por militantes em protestos contra o governo durante uma missa. Os bispos colombianos se manifestaram ao que chamaram de "profanação desenfreada" de igrejas no país. Três dias antes, duas paróquias de Ibagué, foram vandalizadas e pichadas.
Em fevereiro de 2022, a Colômbia descriminaliza o aborto até a 24ª semana de gestação. Em agosto, o presidente esquerdista Gustavo Petro retira o país da lista de signatários da Declaração de Consenso de Genebra, que tem posicionamento contrário ao aborto. Em maio, a Colômbia se torna o único país latino-americano a aprovar o suicídio assistido para pacientes terminais, gerando reações negativas da Igreja Católica.
Em agosto de 2022, o governo laicista colombiano se envolve em nova polêmica com os católicos: a capela católica do Aeroporto Internacional El Dorado, principal aeroporto da Colômbia, foi desmontada unilateralmente pela empresa concessionária do aeroporto a pedido da prefeitura de Bogotá. O intuito da atitude seria haver um ambiente ecumênico, para o culto de todas as religiões. A capela é administrada pela Diocese de Fontibón, e pelo contrato, tinha o direito de operar no aeroporto até 2037, porém a expulsão foi feita sem um consenso entre as duas partes. Nela continha um crucifixo, objetos litúrgicos, bancos, uma imagem de Nossa Senhora de Loreto, padroeira dos aviadores, e adoração eucarística aos passageiros. A diocese também protestou por seu prejuízo financeiro, já o recinto teve de ser adaptado, e foi investida razoável quantia. Dom Juan Vicente Córdoba, bispo de Fontibón afirmou:
| “ | A Igreja Católica não faz oposição alguma à criação de um espaço ecumênico no aeroporto, mas questiona que, para isto, seja retirada unilateralmente a capela católica já presente no local e aberta a todos. De fato, há uma diferença que deveria ser autoexplicativa entre ampliar direitos de uma parcela da população e retirar direitos da maioria da população em nome de uma suposta não-discriminação. O próprio conceito de laicidade do Estado é tergiversado nesse tipo de caso: um Estado é laico quando respeita igualmente todas as religiões em conformidade com a constituição e a legislação, e não quando restringe uma religião alegando a não-discriminação das outras. | ” |
|   | — Dom Juan Vicente Córdoba, bispo de Fontibón, sobre o desmonte da capela católica do Aeroporto El Dorado. |   |

A reação negativa do fato entre os católicos foi imediata. Um protesto foi organizado e ficou conhecido por seu slogan: Devolvam a capela. Ele foi organizado por grupos católicos nas redes sociais, e exigindo a devolução do espaço. Os participantes rezaram o terço e cantaram cantos católicos, além de pedirem um capelão que ficasse exclusivamente encarregado da capela do aeroporto. Os atos contaram com o apoio até mesmo de pessoas de outras denominações cristãs. Por fim, a prefeitura e a empresa administradora voltaram atrás e restituíram a capela à Diocese de Fontibón.

|                  | Jota Pe Hernández | Logo do Twitter, um pássaro azul estilizado |
| @JotaPeHernandez |                   |                                             |

            em castelhano:  Piden que se les respete las libertades pasando por encima de las libertades de otros, protestan por sus derechos omitiendo el cumplimiento de sus deberes! Presidente @petrogustavo una cosa es respetar la protesta, otra muy diferente permitir esto! Incendiar una iglesia #MuyGrave

           Pedem que suas liberdades sejam respeitadas, sobrepondo-se às liberdades dos outros, protestam pelos seus direitos omitindo o cumprimento dos seus deveres! Presidente @petrogustavo, uma coisa é respeitar o protesto, outra é permitir isso! Incendiar uma igreja #MuitoGrave

28 de setembro de 2022

Em 28 de setembro de 2022, feministas colocaram fogo na porta principal da Catedral de Bogotá, durante uma marcha pró-aborto. O fato se consumou diante de funcionários da prefeitura que acompanhavam a manifestação, e que impediram as forças policiais de evitar o incêndio. A prefeita de Bogotá, Claudia López Hernández, culpou o chefe da polícia da cidade, ainda que quem tenha impedido a ação policial foram os funcionários dela. Uma vereadora denunciou a prefeita acusando-a de não cumprir seus "deveres constitucionais e legais de manutenção da ordem pública" e de "culpar o comandante da polícia" pelo ocorrido na catedral. Diversas figuras políticas colombianas também reagiram negativamente à inércia da prefeita bogotana aos atos das vândalas. Juan Camilo Restrepo Salazar, ex-ministro da Agricultura colombiano, se pronunciou, dizendo que os participantes do incêndio "são uns bárbaros que pretendiam incendiar a Catedral Primaz da Colômbia. Estamos prontos para defender as crenças e a institucionalidade". Nicolás Gómez Arenas, cientista político, questionou à prefeita em suas redes sociais "O que está acontecendo [com a prefeita]? Governe, administre, faça algo ou renuncie". O vereador bogotano Andrés Forero disse que o Esquadrão Móvel Antidistúrbios deveria ter sido acionado. 
Ainda em 2022, a Igreja Católica colombiana também foi sacudida por acusações de pedofilia por sacerdotes. A Arquidiocese de Medellín divulgou uma lista de 26 padres que foram denunciados entre 1995 e 2019. "A maioria desses padres (...) que estupraram crianças foram suspensos por um tempo e voltaram a ser padres", disse Juan Pablo Barrientos, que publicou um livro sobre o assunto. Em resposta, Ricardo Tobón, arcebispo de Medellín, garantiu que sua arquidiocese quer "mostrar transparência, compromisso com a verdade e que não há propósito de encobrimento". Em 2020, Arquidiocese de Villavicencio também teria afastado 15 padres sob a mesma acusação. Em março de 2019, o arcebispo de Bogotá, monsenhor Rubén Salazar, admitiu que a Igreja tem conhecimento de mais de 100 casos de abuso sexual no pais. Em 2022, Medellín volta a ser palco de denúncias contra 36 sacerdotes, já contados os citados anteriormente. Em um dos relatos, uma jovem contou que foi estuprada por um padre em 2004, à época com 14 anos, e, que ao contar pra ele que estava grávida, foi obrigada a abortar. Em decisões inéditas, a Igreja colombiana já foi condenada a indenizar ao menos dois casos de abuso de menores. No ano de 2015, dois irmãos de 7 e 8 anos foram abusados por um sacerdote em Tolima, e, após um processo judicial de seus pais, a Arquidiocese de Montelíbano teve de pagar 800 milhões de pesos colombianos à família.
Na Jornada Mundial da Juventude de 2023, realizada em Lisboa, mais de 2 mil jovens colombianos compareceram. Durante a campanha presidencial para as eleições venezuelanas de 2024, a candidata da oposição, María Corina Machado, foi duramente criticada devido a um de seus fotógrafos ter subido e ficado no altar da Basílica de Nossa Senhora de Chiquinquirá, para poder tirar fotos de Machado rezando em frente à imagem da santa.

### Atitudes religiosas
| Católicos na Colômbia | Católicos na Colômbia | Católicos na Colômbia | Católicos na Colômbia | Católicos na Colômbia |
| --------------------- | --------------------- | --------------------- | --------------------- | --------------------- |
|                       |                       |                       |                       |                       |
| 1910                  | 1910                  |                       | 80%                   | 80%                   |
| 1950                  | 1950                  |                       | 91%                   | 91%                   |
| 1970                  | 1970                  |                       | 95%                   | 95%                   |
| 2014                  | 2014                  |                       | 79%                   | 79%                   |

Em 1910, os católicos eram 80% da população colombiana, e subiram para 91% em 1950, e subiram mais ainda para 95% em 1970. Já em 2014 a porcentagem de católicos caiu para 79%.
Em 2014, o Pew Research Center lançou os resultados de uma pesquisa realizada nos países latino-americanos sobre a religiosidade e sobre a perda fiéis católicos no continente. Tal como nos outros países, o fenômeno se repete na Colômbia. A pesquisa abordou as atitudes religiosas e católicos em comparação com os protestantes. A Colômbia é o país latino-americano em que mais protestantes afirmam ter sido criados no catolicismo: 74% deles. Dentre os católicos, apenas 11% afirmam compartilhar sua fé com outras pessoas, enquanto que entre os protestantes o número sobe para 38%. No assunto de uniões homoafetivas, apenas 29% dos católicos colombianos se declaram a favor, e esse número é ainda menor entre os protestantes, caindo para 14%. Com o segundo melhor nível do continente, 93% dos católicos colombianos afirmam ter uma visão positiva do Papa Francisco, perdendo apenas para os católicos argentinos. Entre os católicos 78% consideram a religião como algo muito importante em suas vidas, e entre os protestantes o número é de 89%. Quanto à frequência aos serviços religiosos, 49% dos católicos o fazem semanalmente, e esse número é de 73% dos protestantes. Os católicos da Colômbia que afirmam rezar diariamente são 73% e os protestantes 86%. Quanto ao trabalho pastoral ou cateques, apenas 7% participam dessas atividades, enquanto que entre os protestantes o número é de 31%. A leitura semanal da Bíblia é feita por 28% dos católicos e 68% dos protestantes. E o dízimo é ofertado por 39% dos católicos colombianos e 69% dos protestantes. Os católicos que afirmam crer em Deus são 100%, e 99% entre os protestantes; 80% dos católicos acreditam no mistério da transubstanciação; 66% acreditam no inferno; 91% pedem a intercessão da Virgem Maria em suas orações.

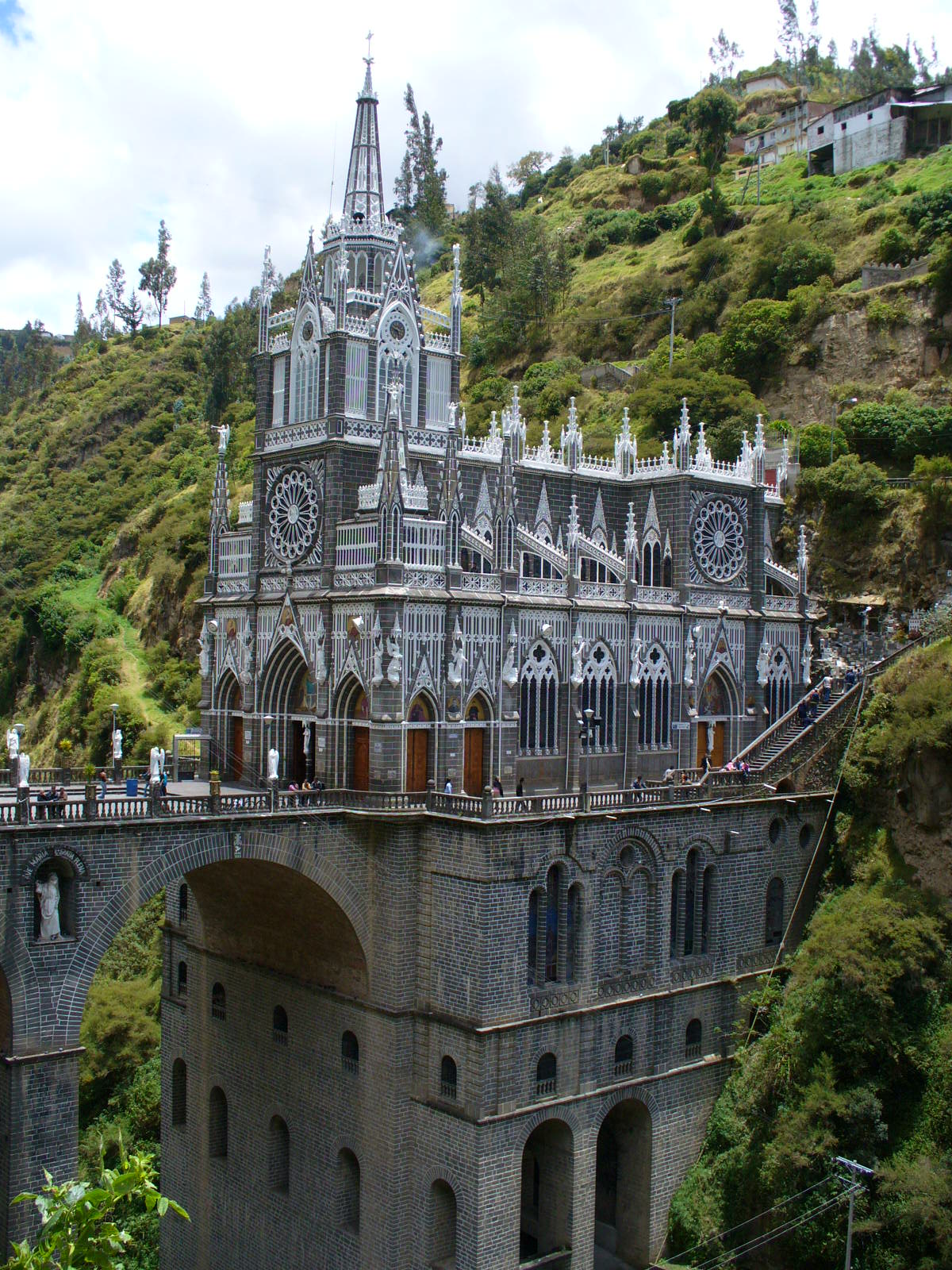
Santuário de Las Lajas

O jornal colombiano El Tiempo reuniu estatísticas do Anuário Pontifício de 2021, e evidenciou grave redução no número de vocações no país. Em 1990, havia 5.450 seminaristas, contra 2.424 em 2020. Outras estatísticas têm mostrado que as gerações mais velhas são mais fiéis ao catolicismo do que as mais jovens: aqueles que têm 65 anos ou mais, 86,6% são católicos; de 41 a 64 anos, 80,4%; 27 a 40 anos o número cai para 75,4%; 18 a 26 anos, são 72,2%. O número de protestantes, no entanto, se mantém semelhante em todas as faixas etárias, e os sem religião são os que vão aumentando em porcentagem conforme se analisa os dados das faixas mais jovens.
Uma das igrejas mais conhecidas e emblemáticas da Colômbia é o Santuário de Las Lajas, que fica em Ipiales, no Departamento de Nariño É uma basílica menor, que foi construída no vale do Rio Guáitara, em uma ponte de 40 metros de altura do fundo do cânion. O complexo inclui, além da própria igreja, um museu, uma capela, praças, passarelas, mirantes, quedas d'água, cachoeiras naturais e uma trilha também que leva até o rio. Em 2017, o jornal britânico The Daily Telegraph o elegeu como a igreja mais bonita do mundo. Devido à sua localização geográfica, fora da rota turística do Mar do Caribe, Las Lajas não recebe grande volume turístico e religioso de estrangeiros, mas sim de devotos colombianos e equatorianos, já que o santuário fica a apenas 11 quilômetros da fronteira com o Equador.

## Organização territorial

Mapa da divisão territorial das dioceses colombianas.

O catolicismo está presente no país com 77 circunscrições de rito romano, sendo 14 arquidioceses, 52 dioceses, dez vicariatos apostólicos e um ordinariato militar. Há também de um exarcado apostólico de rito maronita.
| Arquidiocese metropolitana | Dioceses sufragâneas                                   | Arquidiocese metropolitana | Dioceses sufragâneas                            | Diretamente ligadas à Santa Sé | Circunscrições |
| -------------------------- | ------------------------------------------------------ | -------------------------- | ----------------------------------------------- | ------------------------------ | --- |
| Barranquilla               | El Banco Riohacha Santa Marta Valledupar               | Manizales                  | Armenia La Dorada–Guaduas Pereira               | De rito maronita               | Exarcado Apostólico da Colômbia                                                                                                |
| Bogotá                     | Engativá Facatativá Fontibón Girardot Soacha Zipaquirá | Medellín                   | Caldas Girardota Jericó Sonsón–Rionegro         | Vicariatos apostólicos         | Guapi Inírida Leticia Mitú Puerto Carreño Puerto Gaitán Puerto Leguízamo–Solano San Andrés y Providencia Tierradentro Trinidad |
| Bucaramanga                | Barrancabermeja Málaga–Soatá Socorro y San Gil Vélez   | Nueva Pamplona             | Arauca Cúcuta Ocaña Tibú                        | Militar                        | Ordinariato Militar da Colômbia                                                                                                |
| Cáli                       | Buenaventura Buga Cartago Palmira                      | Popayán                    | Ipiales Pasto Tumaco                            |                                | |
| Cartagena                  | Magangué Montelíbano Montería Sincelejo                | Santa Fe de Antioquia      | Apartadó Istmina–Tadó Quibdó Santa Rosa de Osos |                                | |
| Florencia                  | Mocoa–Sibundoy San Vicente del Caguán                  | Tunja                      | Chiquinquirá Duitama–Sogamoso Garagoa Yopal     |                                | |
| Ibagué                     | Espinal Garzón Líbano–Honda Neiva                      | Villavicencio              | Granada San José del Guaviare                   |                                | |

## Conferência Episcopal
A reunião dos bispos do país forma a Conferência Episcopal da Colômbia, que foi criada em 1958.

## Nunciatura Apostólica
Em 1851 foi criada a Delegação Apostólica da Colômbia, a qual foi elevada a Internunciatura Apostólica em 8 de maio de 1916. Um ano depois, em 20 de julho, essa foi elevada a Nunciatura Apostólica da Colômbia. Atualmente ela fica localizada em Bogotá. Em 1973 foi assinada uma concordata entre a Colômbia e a Santa Sé em relação ao estatuto de atuação da Igreja Católica no país, por meio do Gabinete de Assuntos Religiosos do Ministério do Interior colombiano.

## Visitas papais
No dia 21 de agosto de 1968, a Colômbia se tornou o primeiro país do continente americano a ser visitado por um Papa; no caso, o Papa Paulo VI. Ele participou do XXXIX Congresso Eucarístico Internacional e abriu a II Conferência Geral do Episcopado Latino-Americano. O Pontífice permaneceu em território colombiano até 25 de agosto.
| “ | Uma alegria íntima e uma comoção trêmula invadem Nosso espírito quando vemos que a Providência nos reservou o privilégio de sermos o primeiro Papa a chegar a esta nobre terra, a este Continente Cristão, onde um dia arcano - predestinado nos desígnios salvíficos de Deus — A altura da Cruz nos picos andinos começou a ser acrescentada e, nos antigos caminhos dos Chibchas e dos Maias, dos Incas, dos Astecas e dos Tupi-Guaranies, começou a desenhar-se a silhueta de Cristo. | ” |
|   | — Discurso do Papa Paulo VI ao presidente colombiano. |   |

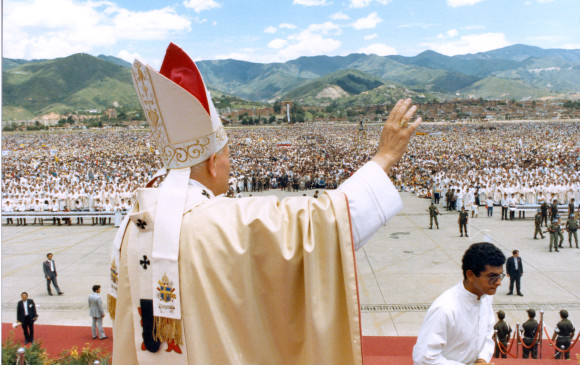
Papa João Paulo II em sua passagem pela cidade colombiana de Medellín.

Entre os dias 1º e 7 de julho de 1986, a Colômbia recebe pela segunda vez a visita de um papa. Desta vez, foi João Paulo II, que também incluiu Santa Lúcia em seu roteiro. Ele se encontrou com indígenas colombianos, e proferiu discursos em línguas nativas desses povos, misturados ao espanhol.
| “ | A vida do cristão, que deve ser um verdadeiro e ininterrupto culto a Deus, tem na caridade a sua manifestação mais profunda e mais esplêndida. Isto é-nos claramente infundido por São Paulo que, ao recordar-nos que "todos somos um só corpo em Cristo" (Rm 12,5), realça as relações recíprocas que existem entre nós e convida-nos a amar-nos uns aos outros "com amor fraternal", para que honremos "uns aos outros". Neste espírito, a minha mensagem hoje de Popayán dirige-se a todo o Povo de Deus da região sudoeste, mas em particular aos queridos filhos e filhas das comunidades indígenas aqui presentes, bem como a todos os índios espalhados pela vasta geografia da Colômbia. Sois objeto de um amor preferencial da Igreja e ocupais uma posição de privilégio no coração do Papa. Vejo em ti a presença dos aborígenes do imenso continente americano, que há cinco séculos se encontrou com o continente europeu, formando, com a fusão de raças e culturas, o rico panorama étnico do Novo Mundo. Mas, sobretudo, vejo em vós um sinal especial da presença de Cristo, no seu mistério de dor e de ressurreição. O Papa veio honrar Cristo, que vive nos vossos corações, nas vossas famílias e no vosso povo. Com os povos indígenas de Cauca e de toda a Colômbia, quero agradecer a Deus pelo dom da fé, que há quase cinco séculos se enraizou fortemente nos vossos corações e nas vossas comunidades. Os missionários da Espanha trouxeram-vos a mensagem salvadora de Cristo e anunciaram-vos a doutrina de Jesus segundo os vossos moldes culturais. No meio de grandes vicissitudes e dificuldades, por vezes também de incompreensões, limitações ou fracassos, a tarefa evangelizadora foi realizada com a ajuda de Deus. Sempre houve bispos, sacerdotes, religiosos e religiosas, e também catequistas leigos, que, cheios de grande sentido e carinho eclesial por ti, dedicaram totalmente a sua vida a estar ao teu lado, partilhando o teu mesmo destino para poder cuidar de você espiritual e materialmente. | ” |
|   | — Papa João Paulo II aos indígenas colombianos. |   |

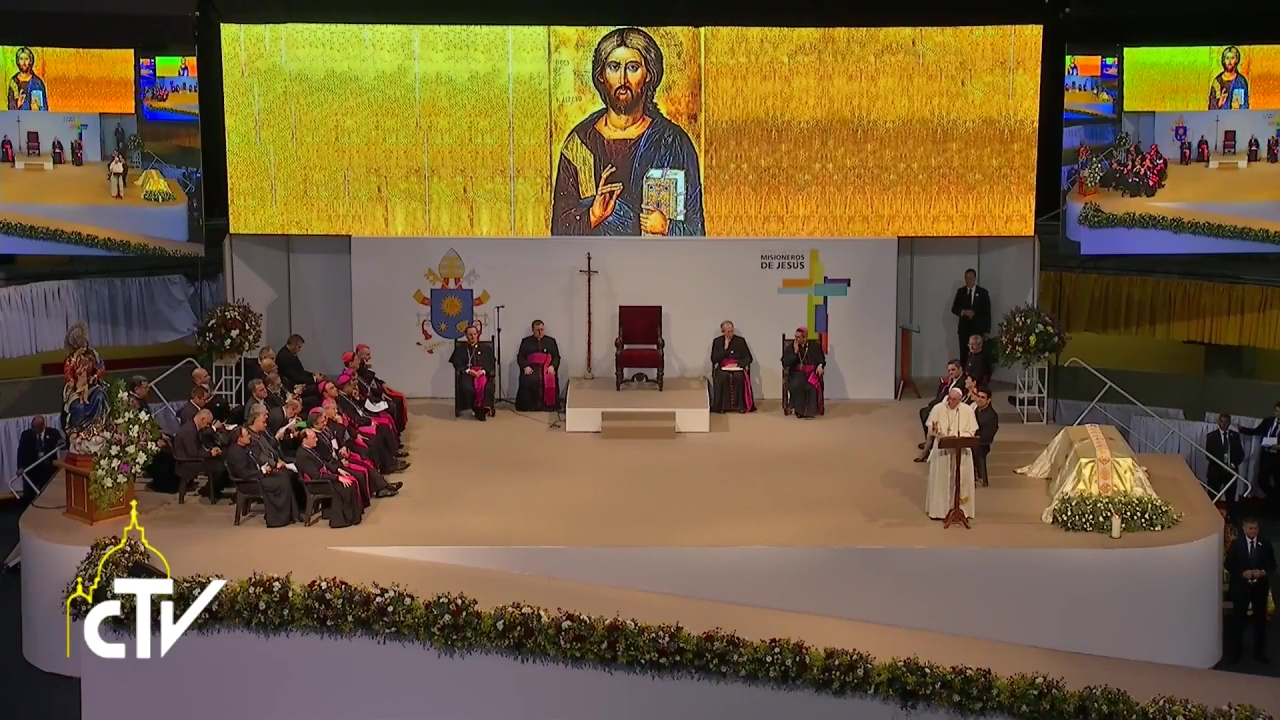
Encontro do Papa Francisco com sacerdotes, religiosos, consagrados, seminaristas e seus familiares de origem no Centro de Eventos La Macarena.

Por fim, em 2017, entre os dias 6 e 11 de setembro, o país é visitado pelo Papa Francisco. Na ocasião, ele canonizou Laura Montoya, a primeira santa nascida em território colombiano.
| “ | "Dar o primeiro passo" é sobretudo ir ao encontro dos outros com Cristo, o Senhor. Ele sempre nos pede para darmos um passo decidido e seguro rumo aos irmãos, renunciando à pretensão de sermos perdoados sem perdoar, de sermos amados sem amar. Se a Colômbia quer uma paz estável e duradoura, deve dar urgentemente um passo nesta direção, que é a do bem comum, da equidade, da justiça, do respeito pela natureza humana e as suas exigências. | ” |
|   | — Homilia do Papa Francisco em Cartagena — 10 de setembro de 2017. |   |

## Santos

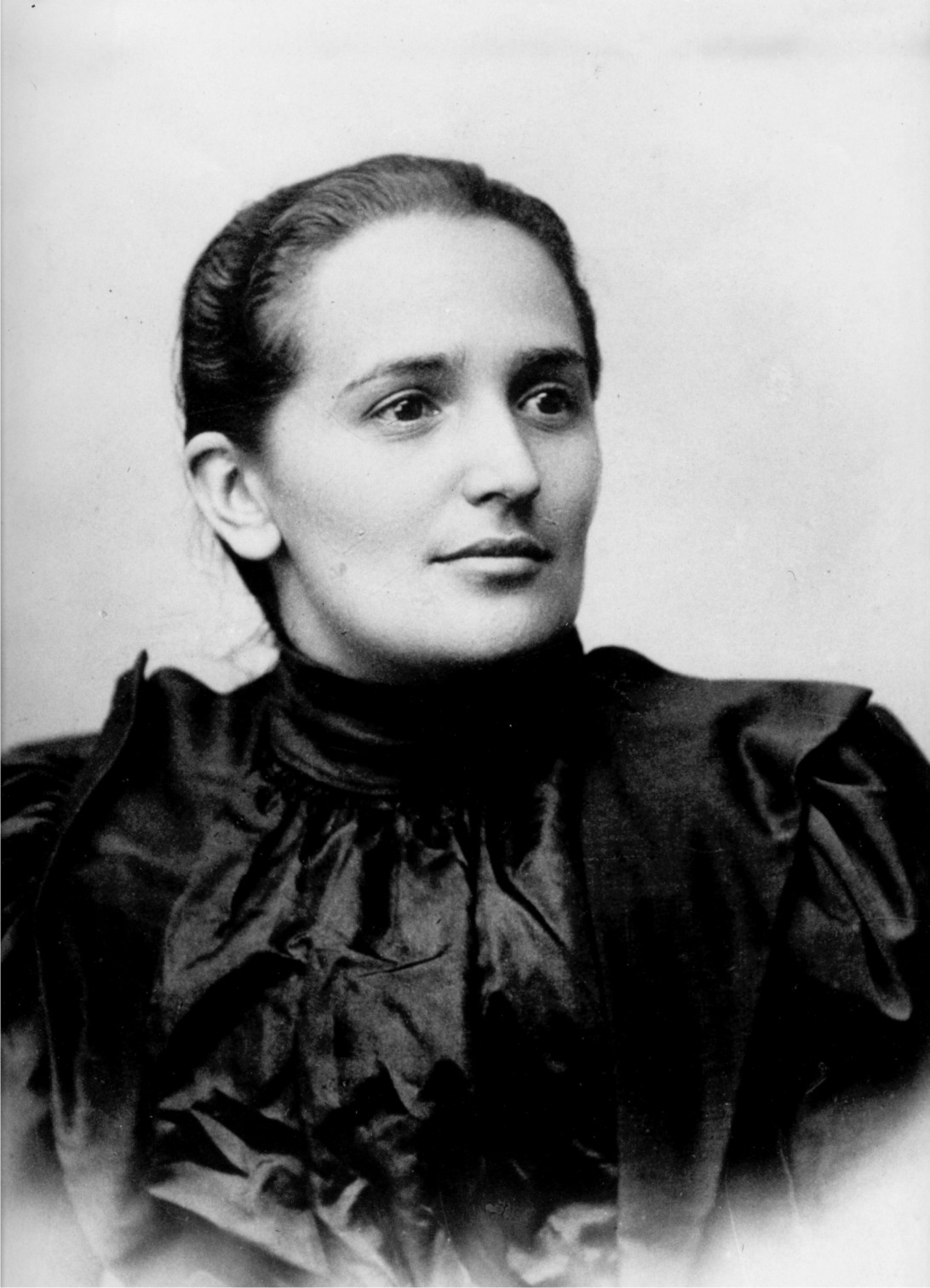
Santa Laura, canonizada na Colômbia em 2017 pelo Papa Francisco.

A lista de santos e beatos não se refere apenas às pessoas nascidas em solo colombiano, mas também aqueles que tiveram influência na vida católica do país.
- Ezequiel Moreno y Díaz[50]
- Laura de Santa Catarina de Sena[51]
- Maria Bernarda Bütler[52]
- Pedro Claver[53]

### Beatos
| - Jesús Emilio Jaramillo Monsalve - Luís Variara - Mariano de Jesús Euse Hoyos - Maria Berenice - Maria Caridade do Espírito Santo - Pedro María Ramírez Ramos | - Mártires colombianos da Ordem Hospitalária - Alfonso - Gabriel - Jesús Aníbal Gómez Gómez - José - Luís - Luís Modesto - Ramón - Rubén de Jesús López Aguilar |